# توماس جاكوبسن (متسابق يخت)
توماس جاكوبسن (بالدنماركية: Thomas Jacobsen)‏ هو متسابق يخت دنماركي، ولد في 13 سبتمبر 1972.

## وصلات خارجية
- توماس ياكوبسن على موقع الاتحاد الدولي للملاحة الشراعية (موقع قديم) (الإنجليزية)
- توماس ياكوبسن على موقع أوليمبيديا (الإنجليزية)